# Lonchiphora inversa
Lonchiphora inversa är en svampdjursart som beskrevs av Isao Ijima 1927. Lonchiphora inversa ingår i släktet Lonchiphora och familjen Farreidae. Inga underarter finns listade i Catalogue of Life.